# 松岡站
松岡站（日语：／ Matsuoka eki */?）是位於福井縣吉田郡永平寺町松岡神明一丁目，越前鐵道的勝山永平寺線車站。車站編號為E10。站房被授予為登錄有形文化財。

## 車站構造
車站是一座地面車站，設有2面2線相對式月台。車站大樓位於北邊，兩月台之間設有站內平交道連接。站房在啟用當時至今，牆身都是塗上了白色的塗料，並以瓦片組成屋頂，為一座和洋折衷的建築物。除了部分時段外，站內設有職員當值。
在2017年，站房側的月台（永平寺口方向）上設置了永平寺町的展板。該展板由福井大學學生制作，以勇者鬥惡龍的舊作（紅白機的初期作品）作為主題。月台展板的畫風是像素畫，在車站大樓側設有馬賽克相片。以「可以升Level的城市！永平地町」作為展示的標題。

### 月台
| 月台 | 路線          | 上下行 | 方向     |
| ---- | ------------- | ------ | -------- |
| 1    | ■勝山永平寺線 | 下行   | 勝山方向 |
| 2    | ■勝山永平寺線 | 上行   | 福井方向 |

## 歷史
- 1914年2月11日：京都電燈越前電氣鐵道新福井站至市荒川站（現時：越前竹原站）之間開通[8][9]，此站啟用[2][3]。
- 1942年3月2日：京福電氣鐵道（京福）成立[10]，此站成為越前線（後來為越前本線）的車站[11][9]。
- 2001年6月25日：由於半年內兩度發生嚴重事故（日语：京福電気鉄道越前本線列車衝突事故），被國土交通省中部運輸局（日语：中部運輸局）引用鐵道事業法（日语：鉄道事業法）勒令全線暫停服務[12][13]。
- 2003年：

- 2月1日：車站設施轉讓至越前鐵道。
- 7月20日：越前鐵道車站重開。

- 2011年7月25日：站房登錄成為國家登錄有形文化財[1]。
- 2024年10月11日：越前鐵道及福井鐵道均可使用ICOCA及全國通用IC卡付款[15][16]。

## 使用狀況
以下為一日平均上下車人次：
| 上下車人次變化 | 上下車人次變化 |
| 年度           | 1日平均人次    |
| -------------- | -------------- |
| 2011           | 479            |
| 2012           | 476            |
| 2013           | 467            |
| 2014           | 435            |
| 2015           | 417            |
| 2016           | 435            |
| 2017           | 435            |
| 2018           | 407            |
| 2019           | 363            |
| 2020           | 267            |
| 2021           | 141            |
| 2022           | 152            |

## 車站周邊
- 國道416號（日语：国道416号）
- 永平寺町公所
- 九頭龍川
- 福井警署（日语：福井警察署）永平寺分廳舍

## 相鄰車站
越前鐵道
■勝山永平寺線
□快速（只有上行班次）
觀音町（E9）←松岡（E10）←永平寺口（E12）
■普通
觀音町（E9）－松岡（E10）－志比堺（E11）

## 外部連結
- 越前鐵道松岡站 （页面存档备份，存于）（日語）
- - 國指定文化財等數據庫（日語）